# DIVA-GIS
DIVA-GIS ist eine freie Geoinformationssystem-Software für Kartierungen und geographische Datenanalyse. Die Software ist besonders für Kartierungen und Analyse von Biodiversitäts-Daten ausgelegt und wurde in seiner ersten Anwendung zur Untersuchung wilder Kartoffel-Vorkommen in Südamerika entwickelt. Mit DIVA-GIS kann die Verbreitung (Distribution) von Individuen oder die Point-Distribution analysiert werden.

## Entstehung
Entwickelt wurde DIVA-GIS als ein Gemeinschaftsprojekt vom Centro Internacional de la Papa, the International Plant Genetic Resources Institute, dem Museum of Vertebrate Zoology an der University of California in Berkeley, dem Sekretariat der Pazifischen Gemeinschaft und der FAO (Food and Agriculture Organization der Vereinten Nationen). DIVA-GIS verfügt über eine breite Palette von Werkzeugen zur Auswertung von Kartierungen und Modellierung von Habitaten, wie sie zum Schutz von Biodiversität notwendig sind.

## Formate
DIVA-GIS kann alle Standard-GIS Formate verarbeiten, inklusive aller Daten von ESRI-Programmen (ArcView, ArcGIS). Bisher läuft das Programm nur auf der Windows-Oberfläche.
Die DIVA-Raster-Dateien (DIVA grid files) können in die Modellierungsprogramme maxent und R ex- und importiert werden.